# Церцеріс горбкувата
Церцеріс горбкувата (Cerceris tuberculata) — вид комах з родини Crabronidae.

## Морфологічні ознаки
Тіло чорне з розвинутим світлим малюнком. Серединне поле проподеума гладеньке. Наличник спереду округлено вирізаний, з виступом у верхній частині. Жувальця з двома крупними зубцями. Довжина тіла — 17–22 мм.

## Поширення
Охоплює південну Європу, Кавказ, південно-західну та Середню Азію, західний Сибір, Північну Африку. 
В Україні знайдений в Луганській, Полтавській, Миколаївській, Одеській областях та в Криму.

## Особливості біології
Імаго — антофіли, личинки — ентомофаги. Мешкає на схилах балок, ярів, в долинах річок у степовій зоні, у Лісостепу — на ксерофітних ділянках. Імаго літають з липня до середини вересня. Живляться нектаром квіток (зазвичай зонтичних та складноцвітих). Гніздо робить у ґрунті на глибині до 50 см. Для живлення личинок самиця заготовляє паралізованих жуків-довгоносиків з роду Cleonus. Зимує личинка в коконі. Дає 1 генерацію на рік.

## Загрози та охорона
Загрози: господарська діяльність людини, застосування пестицидів у боротьбі з комахами-шкідниками та бур’янами.
Заходи з охорони не розроблені. Необхідно зберігати біотопи, сприятливі для існування виду. У місцях перебування виду слід створити ентомологічні заказники. Рекомендований до охорони в Дунайському БЗ, Карадазькому та Опукському ПЗ.